# Ding Yi
Ding Yi (* 14. Januar 1959 in Shanghai, China) ist ein österreichischer Tischtennisspieler. Seit Mitte der 1980er Jahre gehört er zu den Spitzenspielern in Österreich.

## Karriere in Österreich
Der Penholderspieler Ding Yi kam 1982 im Alter von 23 Jahren nach Europa und dann Mitte der 1980er Jahre vom italienischen Verein Vita San Elpidio nach Österreich, wo er sich zunächst dem Klub Raiffeisen Kuchl und dann Union Wolkersdorf anschloss. Im August 1987 erhielt er die österreichische Staatsbürgerschaft, was ihn zum Start in der Nationalmannschaft berechtigte. Zu dieser Zeit war er der stärkste Spieler des Landes. Von 1988 bis 1994 wurde er siebenmal hintereinander Staatsmeister im Einzel, ehe er 1995 von Werner Schlager abgelöst wurde. 1992 und 1993 gewann er mit Langenlois die Mannschaftsmeisterschaft.
1988 und 1990 wurde er für die Europameisterschaft nominiert. Dabei holte er 1990 Bronze im Mixed mit der Bulgarin Daniela Gergeltschewa. Von 1989 bis 2000 nahm er an sieben Weltmeisterschaften teil, ab 1988 war er auf vier Olympiaden vertreten.
Bei der Senioren-Weltmeisterschaft 2006 gewann er in der Altersklasse Ü40 Bronze im Doppel mit Roland Böhm, 2008 (Ü40),  2010 (Ü50) und 2024 (Ü65) wurde er Seniorenweltmeister im Einzel. Im Jahr 2009 (Ü40),  2015 (Ü50) und 2025 (Ü65) wurde er auch Senioren-Europameister.

## Zeit in Deutschland und Schweiz
1996 wechselte in die deutsche Bundesliga zum TTC Frickenhausen. Mit diesem Verein wurde er 1998/99 deutscher Vizemeister. Als Spitzenspieler war er mit einer positiven 7:5 Bilanz maßgeblich an diesem Erfolg beteiligt. 2000 wurde er vom TTC Rhön-Sprudel Fulda-Maberzell verpflichtet, ehe er 2002 nach Österreich in die Staatsliga A zu Wolkersdorf zurückkehrte. Dann spielte er bei Mauthausen in der österreichischen Bundesliga. Ab der Saison 2016/17 spielte Ding Yi in der Schweiz beim TTC Baar.

## Privat
Ding Yi ist ein gelernter Exportkaufmann. Er ist verheiratet und hat zwei Söhne.

## Turnierergebnisse
| Verband | Veranstaltung       | Jahr | Ort          | Land | Einzel           | Doppel           | Mixed        | Team |
| ------- | ------------------- | ---- | ------------ | ---- | ---------------- | ---------------- | ------------ | ---- |
| AUT     | Europameisterschaft | 1990 | Göteborg     | SWE  | letzte 16        |                  | Halbfinale   |      |
| AUT     | Europameisterschaft | 1988 | Paris        | FRA  | letzte 16        |                  |              |      |
| AUT     | EURO-TOP12          | 1995 | Dijon        | FRA  | 7                |                  |              |      |
| AUT     | EURO-TOP12          | 1994 | Arezzo       | ITA  | 9                |                  |              |      |
| AUT     | EURO-TOP12          | 1993 | Kopenhagen   | DEN  | 7                |                  |              |      |
| AUT     | EURO-TOP12          | 1992 | Wien         | AUT  | 9                |                  |              |      |
| AUT     | EURO-TOP12          | 1989 | Charleroi    | BEL  | 4                |                  |              |      |
| AUT     | Olympische Spiele   | 2000 | Sydney       | AUS  | sofort ausgesch. | keine Teiln.     |              |      |
| AUT     | Olympische Spiele   | 1996 | Atlanta      | USA  | sofort ausgesch. | sofort ausgesch. |              |      |
| AUT     | Olympische Spiele   | 1992 | Barcelona    | ESP  | Viertelfinale    | sofort ausgesch. |              |      |
| AUT     | Olympische Spiele   | 1988 | Seoul        | KOR  | letzte 16        | sofort ausgesch. |              |      |
| AUT     | Pro Tour            | 1999 | Linz/Wels    | AUT  | letzte 32        |                  |              |      |
| AUT     | Pro Tour            | 1996 | Bolzano      | ITA  |                  | Viertelfinale    |              |      |
| AUT     | Weltmeisterschaft   | 2000 | Kuala Lumpur | MAS  |                  |                  |              | 9–12 |
| AUT     | Weltmeisterschaft   | 1999 | Eindhoven    | NED  | keine Teiln.     | keine Teiln.     | keine Teiln. |      |
| AUT     | Weltmeisterschaft   | 1997 | Manchester   | ENG  | Scratched        | letzte 64        | keine Teiln. | 10   |
| AUT     | Weltmeisterschaft   | 1995 | Tianjin      | CHN  | letzte 16        | Scratched        | keine Teiln. | 9    |
| AUT     | Weltmeisterschaft   | 1993 | Göteborg     | SWE  | letzte 128       | letzte 32        | Qual         | 9    |
| AUT     | Weltmeisterschaft   | 1991 | Chiba City   | JPN  | letzte 32        | letzte 64        | letzte 128   | 9    |
| AUT     | Weltmeisterschaft   | 1989 | Dortmund     | FRG  | letzte 32        | letzte 16        | letzte 16    | 23   |
| AUT     | World Cup           | 1993 | Guangzhou    | SWE  | 5.–8. Platz      |                  |              |      |
| AUT     | WTC-World Team Cup  | 1995 | Atlanta      | USA  |                  |                  |              | 9    |
| AUT     | WTC-World Team Cup  | 1994 | Nimes        | FRA  |                  |                  |              | 9    |
| AUT     | WTC-World Team Cup  | 1991 | Barcelona    | ESP  |                  |                  |              | 5    |